# Luis Roberto Alves
Luis Roberto Alves dos Santos Gavranic (Ciudad de México, 23 de mayo de 1967), más conocido como Zague o Zaguinho es un exfutbolista profesional mexicano de ascendencia brasileña que jugaba como delantero. Jugó para los equipos Club América, Atlante Futbol Club y Club Necaxa en México y en Brasil para el Corinthians, donde perteneció a las categorías juveniles hasta los 17 años. Es el máximo goleador en la historia del Club América con 188 goles.

## Vida privada
Zague nació el 23 de mayo de 1967 en la Ciudad de México, siendo el segundo hijo del reconocido futbolista brasileño José Alves, conocido como "El Lobo Solitario", que en ese momento jugaba para el América. A pesar de ser hijo de un reconocido futbolista, Zague no veía en el fútbol un futuro, más bien quería ser un conductor de la Fórmula 1 para así llegar a ser como sus ídolos Emerson Fittipaldi y Nelson Piquet, el más encaminado hacia el fútbol era su hermano José Carlos. A los 3 años de edad dejó la Ciudad de México para viajar a Brasil.
Estuvo casado con la periodista mexicana Paola Rojas Hinojosa, con quien tuvo dos hijos.

## Trayectoria
La mayor parte de su carrera la realizó con el América para el cual anotó 162 goles en más de 400 partidos de liga durante dos etapas: del México 1986 hasta la campaña 1995-96 y regresó en los torneos Invierno 1997 y Verano 1998. Lo que lo convierte en el máximo goleador en la historia del equipo, además incluyendo otras competencias marco en total 188 anotaciones.
Su interés por el fútbol comenzó cuando decidió acompañar a su padre a los partidos de veteranos, en los que al ver la gran fama que tenía su padre se interesó por el fútbol y decidió imitarle. Se enlistó en las fuerzas básicas del Corinthians, club en el que su padre ya era una leyenda, y se desarrolló futbolísticamente hasta los 17 años.
En una gira del Corinthians, se hizo destacar, lo cual le otorgó el reconocimiento de la prensa como 'El hijo del Lobo Solitario'. Al coincidir con la preparación de la selección mexicana para el Mundial de 1986, los dirigentes del América se enteraron de que 'El hijo del Lobo Solitario' ya jugaba y no perdieron más tiempo y decidieron viajar a su casa en Brasil para arreglar el traspaso lo más pronto posible.
Paso por el América
Llegó a México en 1985, al América con 18 años, y apenas transcurridos tres meses de su estancia en México DF, la ciudad sufrió el terremoto más terrible de los últimos años, que incluso le hizo plantearse volver a Brasil. Su debut como profesional se produjo el 1 de noviembre de 1985 jugando contra la Universidad de Guadalajara y su primer gol fue contra el Puebla, en el Estadio Cuauhtémoc el 22 de diciembre de 1985, jornada 11 del México 86´, su anotación fue la única del partido. Alcanzó la titularidad un año después por una lesión que sufrió Ricardo Peláez, uno de sus compañeros de equipo.
Su último gol como americanista fue contra el Cruz Azul en los cuartos de final del Torneo de Verano 98, gol que sirvió para la eliminación de los Azules y el pase a semifinales del América. Fue el 19 de abril de 1998, cuando empataron a un gol, el América llevaba una ventaja en el juego de ida de 2-1.
En 1996 pasó al Atlante y de ahí regresó al América para luego regresar nuevamente al Atlante, conjunto en el cual tras mantener diferencias con la directiva se marchó del equipo al final de la Temporada Invierno 99 y se planteó su retirada definitiva. Luis Roberto jugó oficialmente por última vez con las Águilas en la derrota americanista en los octavos de final de la Copa Libertadores 98, en el Estadio Monumental de Núñez, en Argentina. River Plate venció 1-0 al América el 7 de mayo de 1998.
En las dos etapas que jugó -de 1985 a 1996 y de 1997 a 1998-, conquistó un récord aún vigente: es el máximo goleador en la historia del club, con 188 goles: 143 tantos en fase regular, 19 en liguillas, 15 en Copa y 11 en Torneos de Concacaf; además ganó 2 títulos de liga, 3 Campeonatos de la CONCACAF y una Copa Interamericana.
Paso por el Necaxa
Después de su salida del Atlante al final del Invierno 99, no jugó en el Verano 2000 y parecía que ya era el retiro, pero Raúl Arias lo llevó al Necaxa en el torneo de Invierno 2000 donde se mantuvo hasta el Clausura 2003 para incrementar su cuota goleadora a 209 (184 en liga, 25 en liguilla). Jugó con el Necaxa 94 partidos y marcó 18 goles.

## Estadísticas

### Clubes
| C.F. América · México |               |               |     |     |    |    |    |     |     |      |      |
| 1.ª | 1986          | 14            | 3   | -   | -  | -  | -  | 14  | 3   | 0.21 |      |
| 1.ª | 1986-87       | 38            | 17  | -   | -  | -  | -  | 38  | 17  | 0.45 |      |
| 1.ª | 1987-88       | 38            | 17  | 4   | 2  | 3  | 3  | 45  | 22  | 0.49 |      |
| 1.ª | 1988-89       | 41            | 16  | 7   | 3  | -  | -  | 48  | 19  | 0.4  |      |
| 1.ª | 1989-90       | 33            | 7   | 4   | 0  | 3  | 2  | 40  | 9   | 0.23 |      |
| 1.ª | 1990-91       | 39            | 18  | 12  | 9  | 4  | 4  | 55  | 30  | 0.55 |      |
| 1.ª | 1991-92       | 37            | 18  | 6   | 2  | 2  | 0  | 45  | 20  | 0.44 |      |
| 1.ª | 1992-93       | 33            | 12  | -   | -  | 6  | 3  | 39  | 15  | 0.38 |      |
| 1.ª | 1993-94       | 30            | 14  | -   | -  | -  | -  | 30  | 14  | 0.47 |      |
| 1.ª | 1994-95       | 35            | 26  | 3   | 2  | -  | -  | 38  | 28  | 0.74 |      |
| 1.ª | 1995-96       | 35            | 9   | 1   | 0  | -  | -  | 36  | 9   | 0.25 |      |
| 1.ª | 1997-98       | 35            | 5   | 13  | 0  | 3  | 0  | 40  | 5   | 0.13 |      |
| Total club | Total club    | 408           | 162 | 39  | 18 | 21 | 12 | 590 | 192 | 0.33 |      |
| Atlante F.C. · México |               |               |     |     |    |    |    |     |     |      |      |
| 1.ª | 1996-97       | 30            | 17  | 6   | 1  | -  | -  | 36  | 18  | 0.5  |      |
| 1.ª | 1998-99       | 29            | 6   | 1   | 0  | -  | -  | 30  | 6   | 0.2  |      |
| 1.ª | 1999          | 13            | 1   | -   | -  | -  | -  | 13  | 1   | 0.08 |      |
| Total club | Total club    | 72            | 24  | 7   | 1  | -  | -  | 79  | 25  | 0.32 |      |
| I.D. Necaxa · México |               |               |     |     |    |    |    |     |     |      |      |
| 1.ª | 2000-01       | 33            | 6   | -   | -  | 4  | 0  | 37  | 6   | 0.16 |      |
| 1.ª | 2001-02       | 35            | 7   | -   | -  | 8  | 4  | 43  | 11  | 0.26 |      |
| 1.ª | 2002-03       | 36            | 10  | -   | -  | 4  | 1  | 40  | 11  | 0.28 |      |
| Total club | Total club    | 104           | 23  | -   | -  | 16 | 5  | 120 | 28  | 0.23 |      |
| Total carrera | Total carrera | Total carrera | 584 | 209 | 47 | 19 | 36 | 17  | 667 | 246  | 0.37 |
| (1)Incluye datos de la Copa México, Campeón de Campeones (1988 y 1990) y Pre Pre Libertadores (1998). (2)Incluye datos de la Copa de Campeones de la Concacaf (1987, 1990, 1992 y 2003), Copa Interamericana (1991), Copa Pre Libertadores (1998), Copa Libertadores (1998) y Copa Merconorte (2000 y 2001). |               |               |     |     |    |    |    |     |     |      |      |

3 Jugó el partido único entre América y Guadalajara, realizado en el Estadio Azteca para determinar el orden de enfrentamientos entre los clubes mexicanos y los venezolanos, esto luego del rechazo de Cruz Azul y Atlante a participar en un cuadrangular eliminatorio para los clubes mexicanos.

### Selección nacional
| Selección  | Año        | Amistosos | Amistosos | Eliminatorias | Eliminatorias | Mundial | Mundial | Copa Oro | Copa Oro | Copa América | Copa América | Copa Confederaciones | Copa Confederaciones | Total | Total |
| Selección  | Año        | Part.     | Goles     | Part.         | Goles         | Part.   | Goles   | Part.    | Goles    | Part.        | Goles        | Part.                | Goles                | Part. | Goles |
| ---------- | ---------- | --------- | --------- | ------------- | ------------- | ------- | ------- | -------- | -------- | ------------ | ------------ | -------------------- | -------------------- | ----- | ----- |
| México     |            |           |           |               |               |         |         |          |          |              |              |                      |                      |       |       |
| 1988       | 2          | 2         | -         | -             | -             | -       | -       | -        | -        | -            | -            | -                    | 2                    | 2     |       |
| 1989       | 1          | 1         | -         | -             | -             | -       | -       | -        | -        | -            | -            | -                    | 1                    | 1     |       |
| 1990       | 4          | 1         | -         | -             | -             | -       | -       | -        | -        | -            | -            | -                    | 4                    | 1     |       |
| 1991       | 4          | 2         | -         | -             | -             | -       | 5       | 1        | -        | -            | -            | -                    | 9                    | 3     |       |
| 1992       | 3          | 0         | 6         | 2             | -             | -       | -       | -        | -        | -            | -            | -                    | 9                    | 2     |       |
| 1993       | 11         | 1         | -         | -             | -             | -       | 5       | 11       | 6        | 2            | -            | -                    | 22                   | 14    |       |
| 1994       | 2          | 0         | -         | -             | 4             | 0       | -       | -        | -        | -            | -            | -                    | 6                    | 0     |       |
| 1995       | 5          | 0         | -         | -             | -             | -       | -       | -        | 2        | 0            | 2            | 0                    | 9                    | 0     |       |
| 1996       | 1          | 0         | 3         | 3             | -             | -       | -       | -        | -        | -            | -            | -                    | 4                    | 3     |       |
| 1997       | 6          | 1         | 8         | 2             | -             | -       | -       | -        | -        | -            | -            | -                    | 14                   | 3     |       |
| 2001       | 2          | 1         | 2         | 0             | -             | -       | -       | -        | -        | -            | -            | -                    | 4                    | 1     |       |
| 2002       | 0          | 0         | -         | -             | -             | -       | -       | -        | -        | -            | -            | -                    | 0                    | 0     |       |
| Total club | Total club | 41        | 9         | 19            | 7             | 4       | 0       | 10       | 12       | 8            | 2            | 2                    | 0                    | 84    | 30    |

## Selección nacional
Con la selección mexicana estuvo presente en un Mundial - Estados Unidos 1994 - además participó en la Copa América 1993, en la que fue subcampeón y en la Copa de Oro 1993 en la que fue campeón. También participó en la Copa de Naciones Norteamericana 1991 (campeón) y en la Copa USA 1997 donde repitió título.
Sin duda alguna su momento más álgido con la Selección nacional fue cuando anotó siete goles en un partido de la selección mexicana ante Martinica, en la Copa de Oro de 1993, torneo donde acabó como mejor goleador con 11 dianas.

### Participaciones en fases finales
| Competición                    | Categoría | Sede                    | Resultado        | Partidos | Goles |
| ------------------------------ | --------- | ----------------------- | ---------------- | -------- | ----- |
| Copa NAFC 1991                 | Absoluta  | Estados Unidos          | Campeón          | 1        | 2     |
| Copa Oro CONCACAF 1991         | Absoluta  | Estados Unidos          | Tercer lugar     | 5        | 1     |
| Copa América 1993              | Absoluta  | Ecuador                 | Subcampeón       | 6        | 2     |
| Copa Oro CONCACAF 1993         | Absoluta  | Estados Unidos y México | Campeón          | 5        | 11    |
| Copa Mundial FIFA 1994         | Absoluta  | Estados Unidos          | Octavos de final | 4        | 0     |
| Copa América 1995              | Absoluta  | Uruguay                 | Cuartos de final | 2        | 0     |
| Copa FIFA Confederaciones 1995 | Absoluta  | Arabia Saudita          | Tercer lugar     | 2        | 0     |
| Total                          | –         | –                       | –                | 25       | 16    |

### Goles internacionales
| #   | Fecha                  | Estadio                                                    | Oponente                     | Marcador | Resultado | Competición                          |
| --- | ---------------------- | ---------------------------------------------------------- | ---------------------------- | -------- | --------- | ------------------------------------ |
| 1.  | 29 de marzo de 1988    | Estadio Azulgrana, Ciudad de México, México                | El Salvador                  | 2–0      | 8–0       | Amistoso                             |
| 2.  | 29 de marzo de 1988    | Estadio Azulgrana, Ciudad de México, México                | El Salvador                  | 4–0      | 8–0       | Amistoso                             |
| 3.  | 21 de enero de 1989    | Estadio Cuauhtémoc, Puebla, México                         | Polonia                      | 1–0      | 3–1       | Amistoso                             |
| 4.  | 17 de enero de 1990    | Los Angeles Memorial Coliseum, Los Ángeles, Estados Unidos | Argentina                    | 2–0      | 2–0       | Amistoso                             |
| 5.  | 14 de marzo de 1991    | Los Angeles Memorial Coliseum, Los Ángeles, Estados Unidos | Canadá                       | 1–0      | 3–0       | Copa de Naciones Norteamericana 1991 |
| 6.  | 14 de marzo de 1991    | Los Angeles Memorial Coliseum, Los Ángeles, Estados Unidos | Canadá                       | 2–0      | 3–0       | Copa de Naciones Norteamericana 1991 |
| 7.  | 28 de junio de 1991    | Los Angeles Memorial Coliseum, Los Ángeles, Estados Unidos | Jamaica                      | 2–1      | 4–1       | Copa de Oro de la Concacaf 1991      |
| 8.  | 8 de noviembre de 1992 | Arnos Vale Stadium, Kingstown, San Vicente                 | San Vicente y las Granadinas | 1–0      | 4–0       | Clasificación Mundial 1994           |
| 9.  | 6 de diciembre de 1992 | Estadio Azulgrana, Ciudad de México, México                | San Vicente y las Granadinas | 6–0      | 11–0      | Clasificación Mundial 1994           |
| 10. | 10 de junio de 1993    | Estadio Azteca, Ciudad de México, México                   | Paraguay                     | 3–0      | 3–1       | Amistoso                             |
| 11. | 16 de junio de 1993    | Estadio 9 de Mayo, Machala, Ecuador                        | Colombia                     | 1–1      | 1–2       | Copa América 1993                    |
| 12. | 27 de junio de 1993    | Estadio Olímpico Atahualpa, Quito, Ecuador                 | Perú                         | 2–0      | 4–2       | Copa América 1993                    |
| 13. | 11 de julio de 1993    | Estadio Azteca, Ciudad de México, México                   | Martinica                    | 1–0      | 9–0       | Copa de Oro de la Concacaf 1993      |
| 14. | 11 de julio de 1993    | Estadio Azteca, Ciudad de México, México                   | Martinica                    | 2–0      | 9–0       | Copa de Oro de la Concacaf 1993      |
| 15. | 11 de julio de 1993    | Estadio Azteca, Ciudad de México, México                   | Martinica                    | 3–0      | 9–0       | Copa de Oro de la Concacaf 1993      |
| 16. | 11 de julio de 1993    | Estadio Azteca, Ciudad de México, México                   | Martinica                    | 5–0      | 9–0       | Copa de Oro de la Concacaf 1993      |
| 17. | 11 de julio de 1993    | Estadio Azteca, Ciudad de México, México                   | Martinica                    | 6–0      | 9–0       | Copa de Oro de la Concacaf 1993      |
| 18. | 11 de julio de 1993    | Estadio Azteca, Ciudad de México, México                   | Martinica                    | 7–0      | 9–0       | Copa de Oro de la Concacaf 1993      |
| 19. | 11 de julio de 1993    | Estadio Azteca, Ciudad de México, México                   | Martinica                    | 8–0      | 9–0       | Copa de Oro de la Concacaf 1993      |
| 20. | 18 de julio de 1993    | Estadio Azteca, Ciudad de México, México                   | Canadá                       | 4–0      | 8–0       | Copa de Oro de la Concacaf 1993      |
| 21. | 18 de julio de 1993    | Estadio Azteca, Ciudad de México, México                   | Canadá                       | 5–0      | 8–0       | Copa de Oro de la Concacaf 1993      |
| 22. | 22 de julio de 1993    | Estadio Azteca, Ciudad de México, México                   | Jamaica                      | 5–1      | 6–1       | Copa de Oro de la Concacaf 1993      |
| 23. | 25 de julio de 1993    | Estadio Azteca, Ciudad de México, México                   | Estados Unidos               | 3–0      | 4–0       | Copa de Oro de la Concacaf 1993      |
| 24. | 16 de octubre de 1996  | Estadio Azteca, Ciudad de México, México                   | Jamaica                      | 1–0      | 2–1       | Clasificación Mundial 1998           |
| 25. | 30 de octubre de 1996  | Estadio Azteca, Ciudad de México, México                   | San Vicente y las Granadinas | 3–0      | 5–1       | Clasificación Mundial 1998           |
| 26. | 6 de noviembre de 1996 | Estadio Azteca, Ciudad de México, México                   | Honduras                     | 3–0      | 3–1       | Clasificación Mundial 1998           |
| 27. | 19 de enero de 1997    | Rose Bowl, Pasadena, United States                         | Estados Unidos               | 1–0      | 2–0       | Copa U.S.A 1997                      |
| 28. | 2 de marzo de 1997     | Estadio Azteca, Ciudad de México, México                   | Canadá                       | 4–0      | 4–0       | Clasificación Mundial 1998           |
| 29. | 5 de octubre de 1997   | Estadio Azteca, Ciudad de México, México                   | El Salvador                  | 4–0      | 5–0       | Clasificación Mundial 1998           |
| 30. | 31 de octubre de 2001  | Estadio Cuauhtémoc, Puebla, México                         | El Salvador                  | 3–0      | 4–1       | Amistoso                             |

## Palmarés

### Campeonatos nacionales
| Título                     | Club    | País   | Año     |
| -------------------------- | ------- | ------ | ------- |
| Primera División de México | América | México | 1987-88 |
| Campeón de Campeones       | América | México | 1987-88 |
| Primera División de México | América | México | 1988-89 |
| Campeón de Campeones       | América | México | 1988-89 |

### Campeonatos internacionales
| Título                  | Club    | Lugar  | Año  |
| ----------------------- | ------- | ------ | ---- |
| Copa Campeones CONCACAF | América | México | 1987 |
| Copa Campeones CONCACAF | América | México | 1990 |
| Copa Campeones CONCACAF | América | México | 1992 |
| Copa Interamericana     | América | México | 1991 |

### Campeonatos selección
| Título            | Equipo | Sede   | Año  |
| ----------------- | ------ | ------ | ---- |
| Copa Oro CONCACAF | México | México | 1993 |

### Distinciones individuales
| Distinción                            | Año  |
| ------------------------------------- | ---- |
| Bota de Oro de la Copa Oro (11 goles) | 1993 |

- Máximo goleador histórico del América con 188 anotaciones.
- Es el máximo goleador en juegos oficiales dentro del Estadio Azteca con 159 goles (122 en liga y liguilla, 10 en la Copa de Campeones de la Concacaf, 10 en Copa México; Y 17 con Selección nacional).[6]